# Гастон (Северна Каролина)
Гастон (енгл. Gaston) град је у америчкој савезној држави Северна Каролина.

## Демографија
По попису из 2010. године број становника је 1.152, што је 179 (18,4%) становника више него 2000. године.
| Група             | 2000.       | 2010.       |
| Белци             | 641 (65,9%) | 649 (56,3%) |
| Афроамериканци    | 309 (31,8%) | 453 (39,3%) |
| Азијати           | 0 (0,0%)    | 4 (0,3%)    |
| Хиспаноамериканци | 10 (1,0%)   | 26 (2,3%)   |
| Укупно            | 973         | 1.152       |